# Government House (Cayman Islands)
Das Government House ist der Amtssitz des Gouverneurs der Cayman Islands in Seven Mile Beach in Grand Cayman. Es ist auch die offizielle Residenz des Staatsoberhaupts der Cayman Islands (Charles III.), wenn er sich in den Cayman Islands aufhält.

## Geschichte
Das Gebäude wurde 1964 gebaut als Ersatz für das ältere Government House in George Town (Dieses Gebäude brannte 1972 ab). Das gegenwärtige Government House wurde speziell für den Zweck als Residenz gebaut.
Gegenwärtig wird das Government House auch für nationale und zeremoniale Aufgaben genutzt, sowie für Empfänge und Treffen mit ausländischen Würdenträgern. Elisabeth II. hielt sich, zusammen mit Prinz Philip zweimal in dem Haus auf, als damaliges Staatsoberhaupt der Cayman Islands.

## Architektur
Das Government House ist ein einstöckiger, langgestreckter Bau mit einem zentralen Portal mit den Flaggenmasten. Das Dach ist grünlich eingedeckt.